# Mytilus galloprovincialis
A Mytilus galloprovincialis a kagylók (Bivalvia) osztályának a kékkagylók (Mytiloida) rendjébe, ezen belül a kékkagylófélék (Mytilidae) családjába tartozó faj.

## Előfordulása
A Mytilus galloprovincialis a Földközi-tengerben honos. Ezenkívül elterjedési területe lehatol a Dél-afrikai Köztársaságig is. Kalifornia partjainál is észleltek már Mytilus galloprovincialisokat, de ezek a hajókkal jöhettek.

## Megjelenése
A Mytilus galloprovincialis 6 - 8 centiméter hosszú. Koncentrikus növekedési gyűrűkkel és keresztirányú rovátkákkal tagolt felszíne gyakran lepusztult benyomást kelt.

## Életmódja
A Mytilus galloprovincialis élőhelyei a sziklák és bármilyen egyéb szilárd aljzat az árapályzónában és a sekély vizekben.